# راشيل كو
راشيل كو (بالإنجليزية: Rachel Khoo) (ولدت في 28 أغسطس1980)هي شيف بريطانية وكاتبة ومذيعة، مع سلسلتها الخاصة للطبخ على قناة بي بي سي.

## حياتها المبكرة
عائلة والدها كانوا من المهاجرين الصينين إلى ماليزيا و كانوا جزء من قبيلة كو كونغسي التي تسكن في جورج تاون، بينانغ. هاجر والدها من ايبوه إلى بريطانيا عندما كان بعمر 16 في سنة 1968 , قبل عام من أعمال الشعب الماليزية. ثم لاحقاً إلتقى وتزوج والدتها التي هي من أصل نمساوي., ولدت راشيل في كرويدون جنوب لندن. ولديها شقيق أصغر يدعى مايكل. ذهبت لمدرسة ابتدائية في بروملي., بعمر 12 سنة عمل والدها في مجال تقنية المعلومات أجبرهم على الانتقال إلى بافاريا حيث كانوا يعيشون في الريف خارج ميونيخ لمدة أربع سنوات. عادوا إلى المملكة المتحدة عندما كانت راشيل بعمر 16 سنة., حضرت كلية سانت مارتينز المركزية للفنون والتصميم في لندن، وحصلت على شهادة البكالوريوس في الفن والتصميم.

## المهنة

### بداية المهنة
بعد التخرج من الجامعة، كو عملت في البداية كمنسقة العلاقات العامة لأحد محلات الموضة الفخمة توماس بينك., كانت تتطلع لمغامرة في حياتها بدون أي معرفة بالفرنسية، قامت بأخذ دورة للمعجنات لمدة 3 أشهر في لي كوردون بلو في باريس في سنة 2006. لاحقاً إتخذت قراراً بأن تبقى في باريس وعملت بدوام جزئي كجليسة وبائعة عطور في متجر فخم، قامت بالحصول على شهادة المعجانات، ثم بعدها علمت في متجر كتب الطبخ ومقهى لا كوكوتي حيث كانت تقوم بورشات عمل عن طرق الخبز.

### 2013 حتى الآن
كو أصرت ثاني كتاب طبخ لها باللغة الإنجليزية بعنوان «مطبخي الفرنسي الصغير» في سبتمبر 2013  والذي نشر عن طريق مايكل جوزيف. الكتاب باع 1000 نسخة في أول أسبوع فقط., في 2014 إنتهت كو من تصوير برنامجين طبخ لصالح قناة بي بي سي بعنوان «مذكرات مطبخ راشيل كو: لندن» و «مذكرات مطبخ راشيل كو: الطبخ العالمي», البرنامجان تم عرضهما في المملكة المتحدة وعالمياً.

## البرامج
| السنة | اسم البرنامج                         | ملاحظات                       |
| ----- | ------------------------------------ | ----------------------------- |
| 2012  | مبطخ باريس الصغير: الطبخ مع راشيل كو | 6 حلقات                       |
| 2014  | مذكرات مطبخ راشيل كو: لندن           | 10 حلقات                      |
| 2014  | مذكرات مطبخ راشيل كو: الطبخ العالمي  | 10 حلقات                      |
| 2015  | الطبخ في الخارج: راشيل كو في ماليزيا | 1 حلقة                        |
| 2015  | مذكرات مطبخ راشيل كو: ملبورن         | 8 حلقات                       |
| 2016  | قوانين مطبخي (ألموسم السابع)         | حكم في الموسم السابع، 6 حلقات |

## حياتها الخاصة
عندما كانت بعمر 26 سنة. كو إنتقلت لباريس حيث عاشت هناك ما يقارب 8 سنوات. ثم لاحقاً عادت إلى لندن وبقيت في هاكني. في مايو 2015 كشفت كو أنها مخطوبة. كو يمكنها التحدث بثلاثة لغات وهي الإنجليزية والألمانية والفرنسية.

## وصلات خارجية
- الموقع الرسمي
- BBC - Food - Chefs : Rachel Khoo recipes at BBC
- Rachel Khoo's Kitchen Notebook: London on BBC Lifestyle, Nordic
- Little Paris Kitchen: Cooking with Rachel Khoo on the Cooking Channel
- راشيل كو على موقع IMDb (الإنجليزية)
- راشيل كو على موقع قاعدة بيانات الفيلم (الإنجليزية)
- Talent Agency Profile نسخة محفوظة 29 يوليو 2016 على موقع واي باك مشين.